# Béky-Halász Iván
Béky-Halász Iván (Budapest, 1919. augusztus 12. – Budapest, 1997. március 8.) költő, műfordító, szerkesztő, bibliográfus, szobrász.

## Pályafutása
Béky-Halász Iván azok közé a költők közé tartozik, akiket az 1956-os magyar forradalom leverése sodort Kanadába. A Torontóban töltött 25 év alatt fejtette ki irodalmi és közéleti tevékenységét.
A budapesti piarista gimnáziumban érettségizett, majd a Pázmány Péter Tudományegyetem Jogtudományi karán 1942-ben jogi doktorátust, a Torontói Egyetemen 1967-ben, könyvtárosi oklevelet szerzett. Költői pályáját a harmincas években, a Thurzó Gábor által szerkesztett Élet című katolikus lap munkatársaként kezdte. Irodalmi pályáját azonban hamar félbetörte a háború és a hadifogság, majd egy koncepciós per áldozataként hosszú éveket töltött börtönben. 1956-ban az Igazság című forradalmi lap munkatársa volt.
Kanadába az 1956-os forradalom leverése után érkezett, és a torontói egyetemi könyvtár munkatársa lett. Ez alatt az idő alatt, közel harmincezer kötetes könyvtárrészt hozott létre a magyar nyelv és irodalom, valamint a történeti művek tanulmányozására. A könyvtár magyar anyagát bibliográfiai füzetekben adta közre. Bibliográfiai munkái közül kiemelkedő a magyar forradalomról írt kiadványa (Bibliography of the Hungarian Revolution, University of Toronto Press, 1963).
Könyvtári munkája mellett több magyar költő verseit (Csoóri Sándor, Pilinszky János, Kálnoky László, Ladányi Ferenc, Rónay György) stb. ültette át angol nyelvre.
Nagyon aktívan részt vett a magyar közösség életében. Gyakori előadója volt irodalmi és egyéb társadalmi rendezvényeknek.
Szerkesztőbizottsági tagja volt a Magyar Történelmi Szemle című folyóiratnak, 1978–79-ben pedig a Tanú című lapot szerkesztette. Fa- és fémszobraival számos kiállításon szerepelt. 1975-ben neki ítélték a Canadian National Exhibition első díját. A hetvenes években a Kanadai Szobrászszövetség titkára volt.
Költői pályája a hetvenes években bontakozott ki. Kanadában publikálta első verseskötetét Arccal a falnak címmel, 1972-ben, majd azt követte a Rab és börtönőr című kötete, 1975-ben. Első versesköteteire a szonettforma jellemző, s költeményei az elmúlt negyven év élményanyagából táplálkoznak (Szerelem, háború, börtönévek, hadifogság).
Korai költészetére legerőteljesebben Ady Endre lázadó hangvétele és Juhász Gyula finom líraisága hatott. A hetvenes évek vége felé merőben új költői hanggal jelentkezett. Ezekben az években több versesfüzetet is publikált. Tomiban már virágoznak a fák, (1979), Áldott kikötők (1979), Korai dér (1981), Indián nyár (1981). A korábbi szonett-formát felváltották a rövid szabadversek. Költői hangjára a fanyar bölcselkedés, a finom irónia jellemző. Versei rendkívül tömörek, fegyelmezettek, lényegre szorítkozóak. Metaforákat, komplex költői képeket viszonylag ritkán használ. A közelmúlt történelmi megpróbáltatásait átélt ember életérzését, világképét visszafogottan, csupán a leglényegesebbre szorítkozva, epigrammaszerűen kívánta megragadni.
1985-ben családjával visszatért Magyarországra. Gyűjteményes verseskötete a Mint vándor régi metszeten 1995-ben jelent meg.